# Fred Espenak
Fred Espenak   (Nova York, 1 d'agost de 1953 - Portal, 1 de juny de 2025) va ser un astrofísic estatunidenc. Va treballar al Centre de vol espacial Goddard i és més conegut sobretot pel seu treball sobre prediccions d'eclipsis.

## Biografia
Es va interessar per l'astronomia quan tenia entre 7 i 8 anys i va tenir el seu primer telescopi quan tenia entre 9 i 10 anys. Espenak va obtenir el títol de llicenciat en física al Wagner College de Staten Island, on va treballar al planetari. El seu màster és de la Universitat de Toledo, basat en estudis que va fer a l'Observatori Kitt Peak d'estrelles eruptives i de flaixos entre nanes roges.
Va ser empleat al Centre de vol espacial de Goddard, on va fer servir l'espectroscòpia infraroja per mesurar l'atmosfera dels planetes del sistema solar. Va fer els butlletins d'eclipsis de la NASA des de 1978. És autor de diversos treballs canònics sobre prediccions d'eclipsis, com ara Fifty Year Canon of Solar Eclipses: 1986-2035 («Cànon dels cinquanta anys dels eclipsis solars») i el Fifty Year Canon of Lunar Eclipses («Cànon dels 50 anys dels eclipsis lunars»), ambdues obres de referència sobre eclipsis. El primer eclipsi que va observar va ser l'eclipsi solar del 7 de març de 1970, que va despertar el seu interès pels eclipsis i des de llavors n'ha vist més de 20.
Juntament amb Jean Meeus, va publicar el Five Millennium Canon of Solar Eclipses el 2006, que abasta tot tipus d'eclipsis solars (parcials, totals, anulars o híbrids) des del 2000 aC fins al 3000 dC, i el Five Millennium Canon of Lunar Eclipses del 2009, que enumera tots els eclipsis lunars (penumbrals, parcials o totals) en aquest període. Posteriorment, va publicar el llibre més sintètic Thousand Year Canon of Lunar Eclipses 1501 to 2500, el Thousand Year Canon of Solar Eclipses 1501 to 2500 i el 21st Century Canon of Solar Eclipses. També és coautor (amb Mark Littmann i Ken Willcoxof) de Totality: Eclipses of the Sun.
Va ser coinvestigador d'un experiment atmosfèric aeri al Transbordador espacial Discovery. També és conegut com a «Senyor Eclipsi». Va impartir conferències públiques sobre eclipsis i astrofotografia. Les fotografies astronòmiques realitzades per Espenak han estat publicades a les revistes National Geographic, Newsweek, Nature i New Scientist.
Va conèixer Patricia Totten a l'Índia el 1995. Es van casar el 2006. Es va retirar el 2009. L'asteroide 14120 Espenak va ser nomenat en honor seu el 2003. El 15 d'abril de 2025, Espenak va anunciar a la seva pàgina de Facebook que patia fibrosi pulmonar idiopàtica, la seva salut dequeia ràpidament i que de seguida entraria a l'hospital. Els metges van determinar que la malaltia havia avançat massa per a un trasplantament de pulmó. Va morir l'1 de juny de 2025 amb cures pal·liatives a sa casa a Portal (Estats Units d'Amèrica).